# Optická astronomie

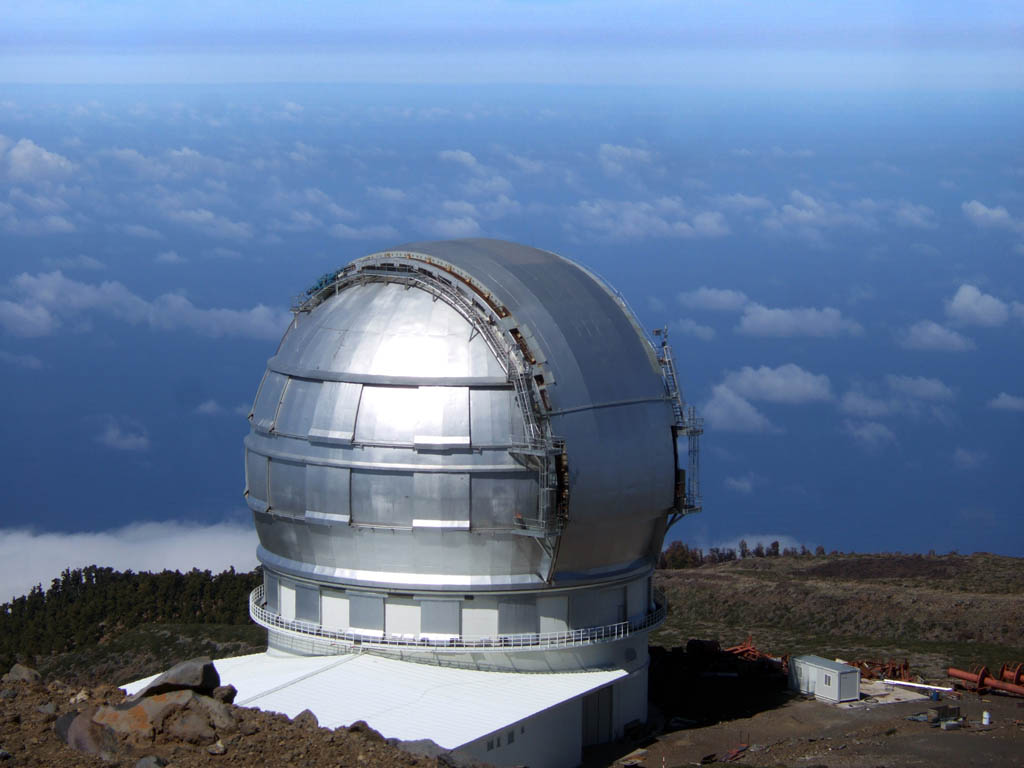
Teleskop Gran Telescopio Canarias na Kanárských ostrovech

Optická astronomie pozoruje objekty ve vesmíru v oboru záření v rozmezí mezi blízkými infračervenými délkami a viditelným světlem – běžně vlnové délky od 330 nm do 1 µm. Základním zdrojem informací v optické astronomii je dalekohled. Pro pozorování se používají zrcadla, čočky, fotografické filmy a CCD detektory. Omezujícími faktory pro pozorování jsou citlivost lidského oka, propustnost zemské atmosféry a na delších vlnových délkách infračervené záření atmosféry a vlastního dalekohledu. Tento faktor lze omezit umístěním dalekohledu do vysoké nadmořské výšky a chlazením dalekohledu, vlnové délky pozorované chlazenými dalekohledy dosahují až 35 µm.

## Historie
Nejstarší odvětví astronomie je astronomie viditelného světla, která zkoumá vesmír v oboru viditelného záření (400–760 nm). Jde tedy o světlo, které vidíme. Proto již první lidé, kteří pozorovali oblohu, byli průkopníci dnešní optické astronomie.
Zakladatelem moderní optické astronomie (či otec moderní astronomie) byl Galileo Galilei (1564–1642), který zdokonalil dalekohled a používal ho jako první člověk k pozorování oblohy. První Galileův dalekohled zvětšoval 8x, později jeho modely zvětšovaly až 20x. Díky těmto dalekohledům udělal Galileo řadu významných objevů v astronomii. Dalekohled vylepšili slavní fyzici Johannes Kepler, který vytvořil první dalekohled pomocí dvou spojek (získal převrácený, ale ostřejší obraz) a Isaac Newton, který použil při konstrukci zrcadlo a zbavil se tak jedné z optických vad dalekohledu, tzv. barevného rozkladu světla.

## Současné dalekohledy
Mezi dnešní nejznámější dalekohledy patří Hubbleův vesmírný dalekohled. Je pojmenován po velmi významném americkém astronomovi Edwinu Hubbleovi (1889-1953), který jako první přišel s pozorováním, že se vesmír rozpíná. Zavedl tzv. Hubbleovu konstantu. Hubbleův vesmírný dalekohled vynesl na oběžnou dráhu Země roku 1990 americký raketoplán Discovery. Získáváme tak obrazy vesmíru neovlivněné zemskou atmosférou, díky čemuž získali astronomové spoustu nových poznatků.
Mezi největší dalekohledy patří Keckovy dalekohledy umístěné na 4000 m vysoké hoře Mauna Kea na Havajských ostrovech. Na hoře Cerro Paranal v severním Chile je skupina dalekohledů VLT (Very Large Telescope). Dále pak mezi největší dalekohledy patří Subaru, Gemini, SALT, GTC, LBT atd.